# Sonic X-treme
Sonic X-treme è stato un gioco platform sviluppato dal Sega Technical Institute dal 1994 fino alla sua cancellazione nel 1996. 
Al momento della sua prevista uscita nel 1997, era progettato come il primo videogioco di Sonic the Hedgehog completamente in 3D, portando Sonic nell'era tridimensionale dei videogiochi. Doveva essere il primo titolo originale della serie per il Sega Saturn, ma la divisione giapponese della SEGA, nutrendo dubbi sull'effettiva validità del progetto, decise di scartarlo , dedicandosi invece alla realizzazione di Sonic Adventure, distribuito nel 1998 per il Sega Dreamcast. 

## Sviluppo
La divisione statunitense della SEGA iniziò a lavorare sul seguito di Sonic & Knuckles, pubblicato nel 1994, tra questo stesso anno e il 1995. 
I primi progetti, denominati Sonic Mars o Sonic on Mars (dal nome di sviluppo della console Sega 32X, originariamente chiamata Sega Mars), presentavano una storia ispirata alla serie animata statunitense Sonic SatAm, all'epoca di grande successo, e l'uso della tecnologia del Sega Mega Drive o del Sega 32X.
Tuttavia, la cancellazione di SatAm, il grave insuccesso del Sega 32X (che non vendette nemmeno un milione di copie) e il fatto che il Mega Drive, ormai vecchio di 5 anni, non potesse costituire il futuro dell'industria videoludica spinsero la SEGA ad abbandonare quanto fatto fino ad allora.
Venne concepito un nuovo progetto, variamente denominato e infine chiamato Sonic X-treme, che avrebbe dovuto costituire la "killer application" del Sega Saturn, da contrapporre a Super Mario 64 della Nintendo.
Per il progetto vennero proposte varie storie e nuovi personaggi, ma non si raggiunse un punto d'accordo in merito. Gli sviluppatori riuscirono a collaborare nella realizzazione di quelli che avrebbero dovuto essere i tratti caratteristici e innovativi del gioco: una visuale particolare legata alla fish-eye camera e un sistema di gioco nuovo, che permetteva al giocatore di muovere la prospettiva d'azione, potendo scegliere l'angolazione della telecamera. Il videogioco avrebbe dovuto segnare il ritorno di Metal Sonic e Fang the Sniper come boss da affrontare in apposite arene.
Tuttavia, i contrasti tra le divisioni giapponese e americana della SEGA, i continui cambi di vertice nella conduzione della squadra di sviluppo e le incertezze sul tipo di tecnologia da utilizzare sulla console per la quale sviluppare il videogioco, nonché sul tipo di storia che ne avrebbe costituito il contorno, furono solo alcuni dei motivi che condussero il progetto al fallimento.
Chris Coffin dovette annunciare a Mike Wallace che il gioco non sarebbe stato pronto nei tempi stabiliti e così il progetto fu cancellato definitivamente. Chris Senn tentò di salvare il progetto chiedendo a SEGA di poter continuare lo sviluppo per un rilascio su PC, ma le sue richieste non furono ascoltate. In seguito, vedendo l'interesse da parte dei fan riguardo a Sonic X-treme, annunciò Project-S, un gioco indipendente ispirato a ciò che sarebbe stato questo titolo, ma purtroppo cancellò il tutto nel 2010. Parti del videogioco sono tuttora disponibili e giocabili in rete.
Lo sviluppo fu definitivamente abbandonato nel 1997, non potendo essere completato in tempi brevi per battere la concorrenza della Nintendo e della Sony (che aveva dato vita al grande successo rappresentato dal progetto PlayStation) e non essendoci la certezza, a gioco completato, che sarebbe piaciuto ai giocatori. Il team di sviluppo si dedicò quindi alla preparazione del gioco successivo di Sonic per Dreamcast: Sonic Adventure.